# Vol Yemenia 626
Le vol Yemenia 626 était un vol international régulier entre l'aéroport international El Rahaba de Sanaa, au Yémen, et l'aéroport international Prince Saïd Ibrahim de Moroni, aux Comores. Le 30 juin 2009, l'Airbus A310 s'est écrasé dans l'océan Indien, à environ 15 km de Mitsamiouli, à Grande Comore, avec 142 passagers et 11 membres d'équipage à bord.
La seule survivante du crash, Bahia Bakari, une fillette de 12 ans, a été retrouvée accrochée à un des débris de l'épave, après avoir dérivé dans l'océan pendant treize heures. Elle est sortie de l'hôpital le 23 juillet.
Le rapport final sur cet accident conclut que les actions inappropriées de l'équipage sur les commandes de vol ont entraîné un décrochage à basse altitude. Le rapport souligne également que l'équipage n'a pas réagi adéquatement aux différentes alarmes émises par l'avion.

## Contexte

### Avion

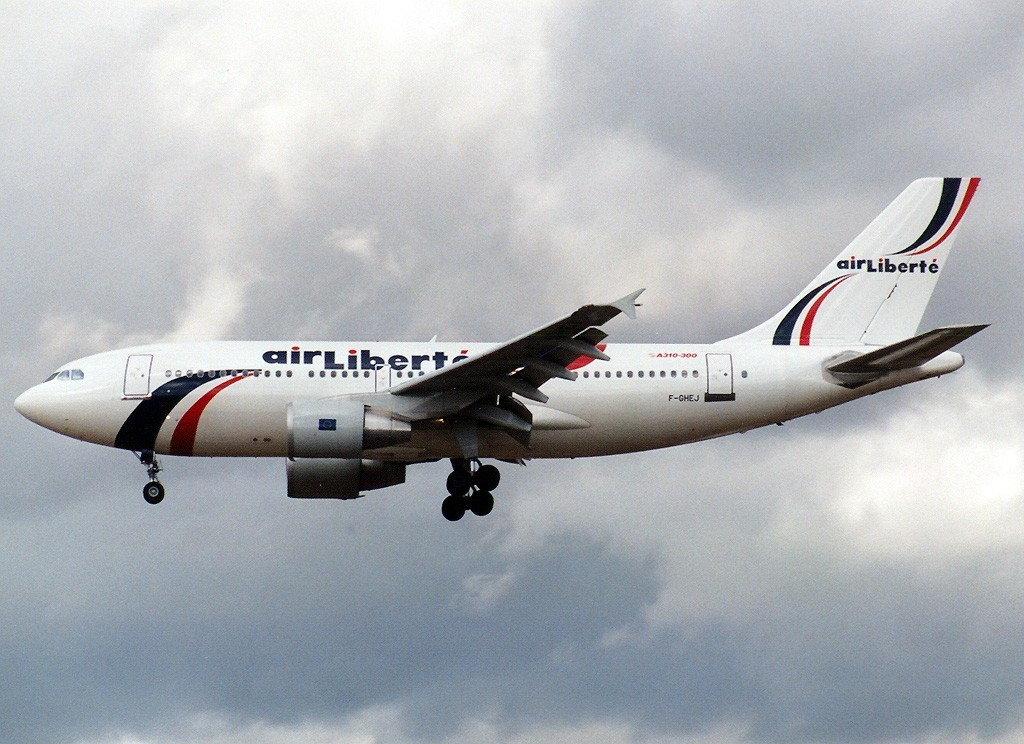
L'appareil impliqué dans l'accident, ici en septembre 1990, alors qu'il opérait pour Air Liberté.

L'Airbus A310-324 assurant ce vol, un avion de ligne long-courrier en service depuis 19 ans et immatriculé 7O-ADJ (numéro de série 535), est sorti d'usine en 1990. 
Propriété de International Lease Finance Corporation (ILFC), il a d'abord volé pour la compagnie française Air Liberté, avec comme immatriculation F-GHEJ, jusqu'en 1995, puis pour la compagnie mexicaine Aerocancun et pour la compagnie malaisienne Adorna Airways (VR-BQU) en 1997, avant d'être vendu l'année suivante à la compagnie brésilienne Passaredo Transportes Aéreos, qui l'a de nouveau immatriculé PT-PSE. 
Acquis en septembre 1999 par la compagnie aérienne Yemenia, il comptait 53 587 heures de vol effectuées au cours de 18 129 cycles au moment de l'accident.
| Propriétaires de l'avion. | Propriétaires de l'avion. | Propriétaires de l'avion.                            |
| Date                      | N° d'immatriculation      | Opérateur                                            |
| ------------------------- | ------------------------- | ---------------------------------------------------- |
| 30 mai 1990               | F-GHEJ                    | Air Liberté                                          |
| 23 septembre 1996         | F-GHEJ                    | Location par International Lease Finance Corporation |
| 8 février 1997            | VR-BQU                    | Aerocancun                                           |
| mars 1997                 | VR-BQU                    | Adorna Airways                                       |
| 3 novembre 1997           | VR-BQU                    | Aerocancun                                           |
| Mai 1998                  | N535KR                    | Location par ILFC                                    |
| 26 juin 1998              | PP-PSE                    | Passaredo Transportes Aéreos                         |
| septembre 1999            | 7O-ADJ                    | Yemenia                                              |

### Équipage
L'équipage est composé du commandant de bord Khaled Hajeb (44 ans), du copilote Ali Atef (50 ans) et du mécanicien navigant Ali Salem, tous de nationalité yéménite. L'équipage en cabine comprend trois yéménites, un philippin, deux marocains, un éthiopien et un indonésien.
Le commandant Hajeb travaille pour Yemenia depuis 1989 et est devenu commandant de bord sur A310 en 2005. Il totalise 7 936 heures de vol, dont 5 314 heures sur ce modèle d'avion. Il avait déjà effectué 25 vols à destination de Moroni. Le copilote Atef travaille pour la compagnie aérienne depuis 1980 et a reçu sa qualification pour piloter sur A310 en 2004. Il cumule 3 641 heures de vol, dont 3 076 heures sur A310, et a déjà effectué 13 vols vers Moroni.

### Compagnie aérienne
Selon le secrétaire d'État aux Transports français, Dominique Bussereau, « de très nombreux défauts (avaient été) constatés » sur l'appareil en 2007 par la Direction générale de l'Aviation civile française, auxquels viennent s'ajouter d'autres manquements constatés de 2005 à 2008 en Allemagne et en Italie. Sans être inscrite sur la liste noire, Yemenia faisait l'objet d'un contrôle renforcé et devait être auditionnée prochainement par Eurocontrol[source insuffisante].
La Commission européenne avait mis, en 2008, la compagnie Yemenia sous surveillance. Elle lui reprochait de nombreux manquements aux règles de la sécurité aérienne internationale. La compagnie avait été sommée de présenter un ensemble de « mesures correctives ». Le premier plan présenté en mai 2008 avait été jugé « insuffisant » par l'exécutif européen. Ce n'est qu'après des discussions et un nouveau rapport, à l'automne, que la Commission européenne avait marqué son « satisfecit ». Néanmoins, Yemenia avait satisfait aux contrôles de l'IATA Operational Safety Audit.

## Déroulement du vol
Un grand nombre de passagers avaient d'abord emprunté un Airbus A330 de Yemenia, qui assurait le vol 749, parti le 29 juin 2009 à 8 h 55 de l'aéroport de Paris-Charles-de-Gaulle, en France, pour se rendre, aprés une escale à Marseille, à Sanaa, la capitale du Yémen, où ils avaient embarqué à bord d'un second appareil, l'A310 assurant le vol IY626, dont l'arrivée à Moroni était prévue à 2 h 30 locales (22 h 30 UTC).
L'avion effectue une approche à vue de nuit, en s'alignant sur le LOC de l'ILS, puis en entamant un tour de piste par la branche vent-arrière. Cette approche est effectuée avec beaucoup d'imprécisions par l'équipage, en partie à cause du vent. Les pilotes interrompent la partie vent-arrière qui n'est pas stabilisée. L'altitude diminue en dessous de ce qui est autorisé, à la suite d'une erreur de manipulation selon le rapport d'enquête. La vitesse reste faible. 
À cause de cette diminution excessive de l'altitude de l'avion qui est proche de la surface, un automatisme de protection augmente la poussée, mais le manche reste à cabré. L'alarme de décrochage se met en marche, mais le pilote garde le manche en arrière alors qu'il devrait le pousser (peut-être par peur de percuter l'eau selon le rapport d'enquête). Le décrochage survient, mais la position du manche vers l'arrière ne peut l'interrompre. L'enquête évoque un état de stress important chez les pilotes, en liaison avec les imprécisions de l'approche.

## Accident

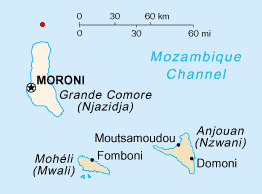
Carte des Comores ; le point rouge indique le lieu approximatif du crash.

Le vol 626 a disparu des écrans radar vers 1 h 51 heure locale (22 h 51 UTC), alors qu'il se trouvait en phase d'atterrissage vers l'aéroport international Prince Said Ibrahim. L'approche sur l'aéroport de Moroni est connue pour être délicate. La piste est située au bord de l'océan, entre les villages de Ntsaoueni au nord et Hahaya au sud, sur la côte ouest de l'île. 
Seule la piste 02 face au nord possède un système d'atterrissage aux instruments (ILS), or, il y avait à l'heure de l'arrivée du vol 626 un vent violent en provenance du sud. Le message météo « metar » fait état d'un vent du Sud de 46 km/h venant de 210°, avec des rafales à 65 km/h. 
L'approche devait donc se faire sur la piste 20, dépourvue d'ILS, selon la procédure MVI (manœuvre à vue imposée) sous le contrôle du seul équipage, l'aéroport ne possédant pas de radar d'approche. Sur cet aéroport, la manœuvre est rendue plus délicate par la proximité du volcan Karthala, qui crée des phénomènes aérologiques imprévisibles pouvant créer des turbulences et du cisaillement de vent.

## Survivante
La seule survivante du vol 626 est une jeune fille de 12 ans, Bahia Bakari, qui voyageait en compagnie de sa mère, décédée dans le crash. L'adolescente a été retrouvée agrippée à un des gros débris qui flottaient sur l'océan. Elle n'avait pas de gilet de sauvetage. Neuf heures après le crash, elle a été retrouvée par des pêcheurs qui s'étaient portés au secours des disparus. Le bateau qui les transportait a accosté à Port Moroni à 19 h 25, heure locale, d'où Bahia a été menée à l'hôpital local. La jeune fille est dans un état grave. Elle souffre de brûlures aux pieds, d’une fracture au bassin, d’une clavicule cassée et de lésions oculaires. En 2020, elle déclare qu'elle va désormais « très bien » physiquement, mais que la souffrance psychologique liée à la perte de sa mère et aux traumatismes ravivés par le processus judiciaire encore en cours reste quotidienne.

## Recherches de l'appareil et des boîtes noires
Depuis le 30 juin 2009, le Centre régional opérationnel de surveillance et de sauvetage de La Réunion (CROSS RU) coordonne le dispositif de recherche international civilo-militaire, dans lequel sont intégrées les Forces armées de la zone sud de l'océan Indien,. Le 2 juillet, Ahmed Abdallah Sambi, président de l'union des Comores, a appelé la communauté internationale à « renforcer les moyens de recherche », avant d'embarquer le lendemain à bord de la frégate de surveillance Nivôse (F732) de la Marine nationale française.

### Recherches aériennes

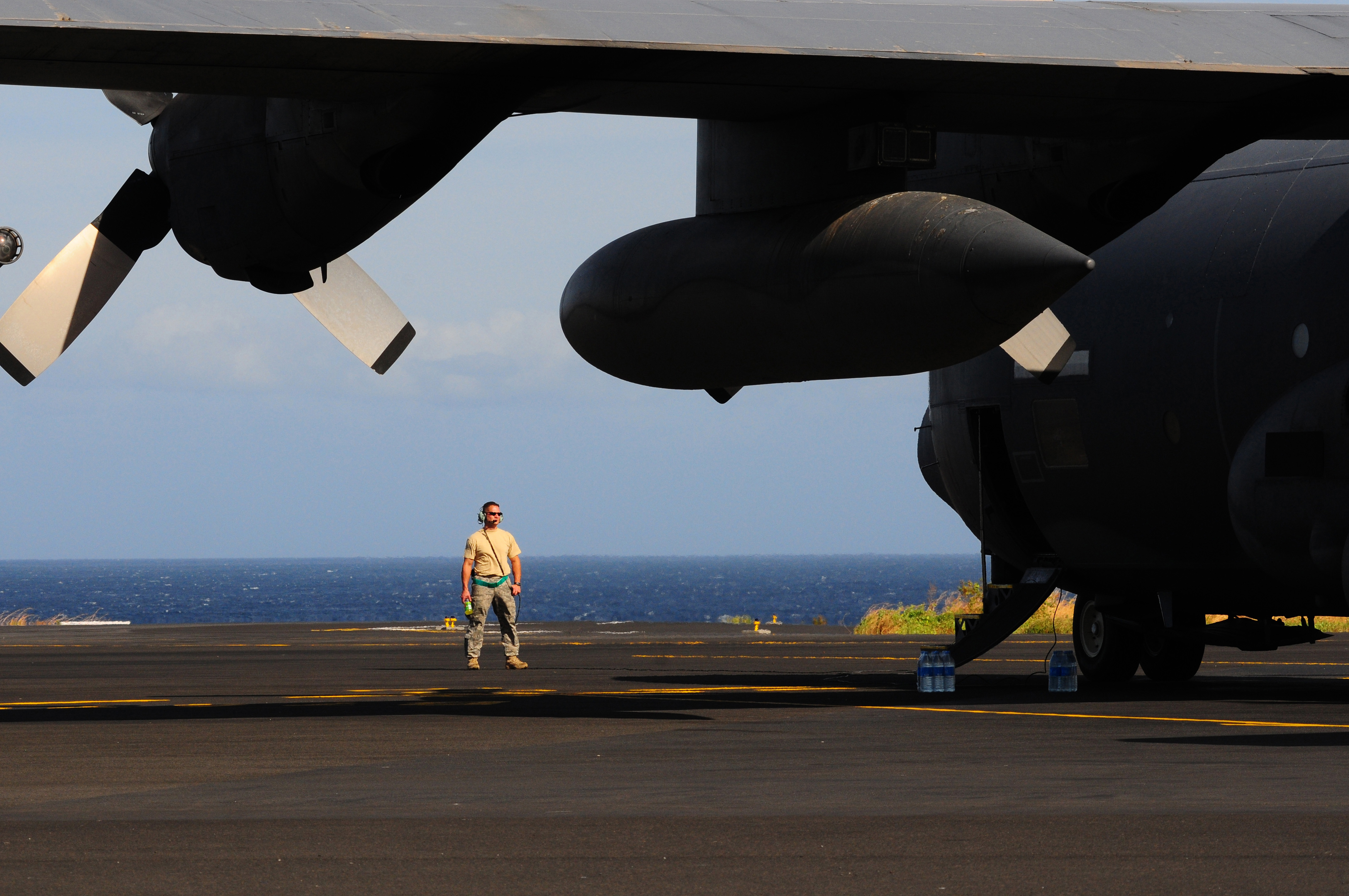
Un Lockheed C-130 Hercules de l'US Air Force, se préparant à décoller pour participer aux opérations de recherches.

Un vol de reconnaissance effectué par un avion de la compagnie Air Services Comores a localisé les lieux du crash au large de la ville de Mitsamiouli dans le nord de la Grande Comore. L'armée de l'air française apporte son soutien au départ de l'île de La Réunion en envoyant un C-160 Transall médicalisé de la base aérienne 181 participer aux opérations de secours avec à son bord des plongeurs, du personnel médical et six tonnes et demie de matériel, dont deux embarcations pneumatiques de type Zodiac. 
Le Transall effectue des survols de la zone pour tenter de localiser les corps des victimes et les débris de l’appareil. Un hélicoptère Panther de l'aviation navale française, basé sur la frégate Nivôse, appuie le Transall dans ses missions de patrouille aérienne. Un C-130 Hercules de l'US Air Force participe également aux recherches. Selon le ministre des Transports de l'union des Comores, l'équipe américaine aurait repéré le 4 juillet le premier débris de l'appareil, plus un coussin aux couleurs de Yemenia.

### Recherches maritimes
Le 30 juin, l'armée nationale de développement a envoyé des vedettes rapides dans une zone située entre le village de Ntsaoueni et l'aéroport de Moroni. La marine nationale française a dépêché des moyens navals à partir de Mayotte et de la Réunion. Du 1er au 6 juillet, le patrouilleur La Rieuse (P690) ratisse la zone pour tenter de localiser des victimes et des débris. La frégate Nivôse, qui participait à la force européenne antipirates Atalanta, a été déroutée et est arrivée sur zone dans la nuit du 1er au 2 juillet, où elle coordonne les moyens maritimes et aériens. Elle est remplacée à partir du 7 juillet par son sister-ship le Floréal (F730). De même, la frégate Maestrale (F570) de la Marina militare italienne, également en provenance de la mission Atalanta, a participé aux recherches jusqu'au 5 juillet.
Le Bambo, remorqueur de la Somarsal à Mayotte, a été envoyé vers la zone du crash avec à son bord une équipe médicale du SAMU 976 composée d'un médecin urgentiste et un infirmier anesthésiste du Centre hospitalier de Mayotte, des plongeurs, des gendarmes et des légionnaires du détachement de la Légion Étrangère de Mayotte et des parachutistes du 2e RPIMa. Il est accompagné du patrouilleur Atsanta de la Marine malgache.
Le thonier français Via Mistral a participé un temps aux recherches.
L'équipe française de plongeurs effectue des recherches approfondies le long de la côte de Grande Comore à bord de Zodiacs.
Le 5 juillet, le Bureau d'enquêtes et d'analyses français (BEA) confirme que le signal des deux balises acoustiques de l'appareil a été repéré.
Néanmoins, les fonds marins de la zone supposée du crash ne sont pas cartographiés. Aussi, le 4 juillet, la marine nationale française dépêche le navire océanographique Beautemps-Beaupré (A758) avec à son bord 20 personnes du Service hydrographique et océanographique de la marine, lequel arrive sur zone le 17 juillet,,. Jusqu'au 23 juillet, ce dernier effectue des relevés bathymétriques, qui révèlent, « outre une profondeur de 1 200 mètres, un fond sous-marin de nature rocheuse avec une déclivité importante », ainsi que des relevés hydrographiques côtiers et des mesures de courant. Selon le ministère de la Défense français, « ces données conditionneront le choix du robot sous-marin qui sera employé dans les futures opérations de récupération des enregistreurs de vol ».
Le 8 juillet, la marine nationale française dépêche la frégate Floréal vers l'île de Mafia, à près de 800 kilomètres du lieu du crash, où la police tanzanienne déclare avoir repêché des débris portant l'inscription « Deutsche Airbus GmBH » ainsi que 21 corps.
Le 20 août, le navire EDT Ares, affrété par le BEA, arrive sur place avec à son bord un robot sous-marin américain. Il repêche six corps le 22 août ainsi que les boîtes noires, le Digital Flight Data Recorder (DFDR), qui enregistre les données du vol, remonté à la surface le 21 août, ainsi que le Cockpit Voice Recorder (CVR), qui enregistre les conversations du cockpit, repêché le 29 août.

## Enquête
L'Agence nationale de l'aviation civile et de la météorologie (ANACM) est l'organisme permanent chargé des enquêtes sur les accidents et les incidents graves en transport public et en aviation générale qui surviennent sur le territoire comorien.
Le 30 juin, le Bureau d'enquêtes et d'analyses pour la sécurité de l'aviation civile (BEA) annonce qu'il envoie sur place des enquêteurs, qui, au nombre de quatre, commencent leur travail le 4 juillet. Le 1er juillet, trois juges d'instruction du tribunal de grande instance de Bobigny sont cosaisis de l'enquête, et une information judiciaire pour homicide involontaire est ouverte.
Fin septembre 2009, sur la base d'éléments communiqués aux familles par le BEA, une erreur de pilotage est évoquée. L'avion n'aurait pas suivi la trajectoire suggérée par le contrôle au sol et serait arrivé trop rapidement, alors que soufflait un vent de 40 nœuds.
Le 22 octobre 2009, l'Institut de recherche criminelle de la gendarmerie nationale rend publiques les quinze dernières minutes d'enregistrement de l'enregistreur phonique (CVR). Ce dernier ne révèle pas de bruit d'explosion, mais montre une augmentation du niveau de bruit ambiant dans le poste de pilotage environ 11 minutes avant l'impact. Néanmoins, le même jour, l'agence de presse gouvernementale yéménite Saba, à la suite du quotidien Asharq al-Awsat en juillet, évoque la « plausibilité de l’hypothèse du missile, d’autant plus que les autorités comoriennes affirment que la marine française effectuait des manœuvres militaires dans la zone de l’accident à cette époque. Ce que l’ambassadeur français aux Comores aurait reconnu. »
En mars 2011, un rapport commandé par le parquet de Bobigny mentionne des erreurs de pilotage concernant, selon la presse, « les exigences des procédures d’atterrissage notamment en ce qui concerne le positionnement des becquets et sur la vitesse, trop faible en cas de problème. »
Le 25 juin 2013, le directeur de la commission d'enquête des Comores, Bourhane Ahmed Bourhane, a annoncé que « l'accident était dû à une action inappropriée de l'équipage » lors d'une « manœuvre non stabilisée ». Un groupe de membres des familles des victimes a appelé à une manifestation à Paris le 28 juin 2013 pour protester contre le rapport final. [ 38 ] Selon le Yemen Post , le Yémen soupçonne que l'avion a été abattu, malgré l'absence de preuves indiquant un acte criminel.
L'enquête a déterminé que l'accident du vol 626 a été causé par des actions inappropriées de l'équipage, qui ont entraîné un décrochage dont l'avion n'a pas pu se sortir à temps. L'approche vers Moroni était non-stabilisée, déclenchant diverses alarmes liées à l'avertisseur de proximité du sol (GPWS), à la configuration de l'avion et à l'approche du décrochage. L'équipage, concentré sur la navigation de l'appareil et sur l'exécution de la manœuvre à vue imposée (MVI), était alors stressé et n'a pas réagi adéquatement à ces différentes alarmes. 
Les conditions météorologiques présentes sur l’aéroport (avec des rafales de vent avoisinant les 55 km/h), le manque de formation liée à l'exécution de cette manœuvre par l'équipage, l'absence de briefing de l'équipage avant l’exécution de vol vers Moroni (conformément au manuel d’exploitation de la compagnie aérienne) et l'absence d'action corrective suite à l'alarme du GPWS ont contribué à l'accident.

## Identification des victimes
À partir du 1er juillet 2009, le parquet d'Aix-en-Provence met en place une cellule d'identification des victimes, chargée des prélèvements ADN sur les familles des disparus. À Mitsamiouli, un poste médical avancé est installé pour accueillir d’éventuels survivants et les corps des victimes. Au 12 juillet 2009, seuls trois corps et une jeune survivante de douze ans ont été retrouvés. Au total, 17 corps seront repêchés dans les eaux de la Tanzanie et enterrés dans un cimetière commun. L'une des 152 victimes est la mère de la seule survivante.

### Nationalités du personnel navigant et des passagers
La commission d'enquête mise en place par le Yémen a annoncé la nationalité du personnel navigant. Le ministère de la Défense yéménite a par ailleurs révélé la nationalité de 82 passagers,.
| Nationalité    | Nombre de passagers | Membres d'équipage | Total |
| -------------- | ------------------- | ------------------ | ----- |
| Comores        | 54                  | 0                  | 54    |
| France         | 26                  | 0                  | 26    |
| Yémen          | 0                   | 6                  | 6     |
| Maroc          | 0                   | 2                  | 2     |
| Éthiopie       | 0                   | 2                  | 2     |
| Canada         | 1                   | 0                  | 1     |
| Palestine      | 1                   | 0                  | 1     |
| Philippines    | 0                   | 1                  | 1     |
| non communiqué | 60                  | 0                  | 60    |
| Total          | 142                 | 11                 | 153   |

## Conséquences

### Manifestations
À la suite du crash, le 30 juin 2009 au soir, des heurts ont eu lieu devant l'ambassade des Comores à Paris[réf. nécessaire]. Les 1er et 6 juillet, des originaires des Comores ont bloqué à Roissy l'embarquement d'un vol de la compagnie Yemenia à destination de Sanaa avec escale à Marseille,. Le 1er juillet à Marseille, une centaine de personnes d'origine comorienne a contraint deux agences de voyages du centre-ville qui vendent des billets de la compagnie Yemenia à fermer. Le 4 juillet, au moins 10 000 personnes ont défilé à Marseille en hommage aux victimes,. Le lendemain, 5 000 autres manifestaient à Paris pour demander, notamment, l'arrêt des vols de la compagnie Yemenia vers les Comores.

### Réactions

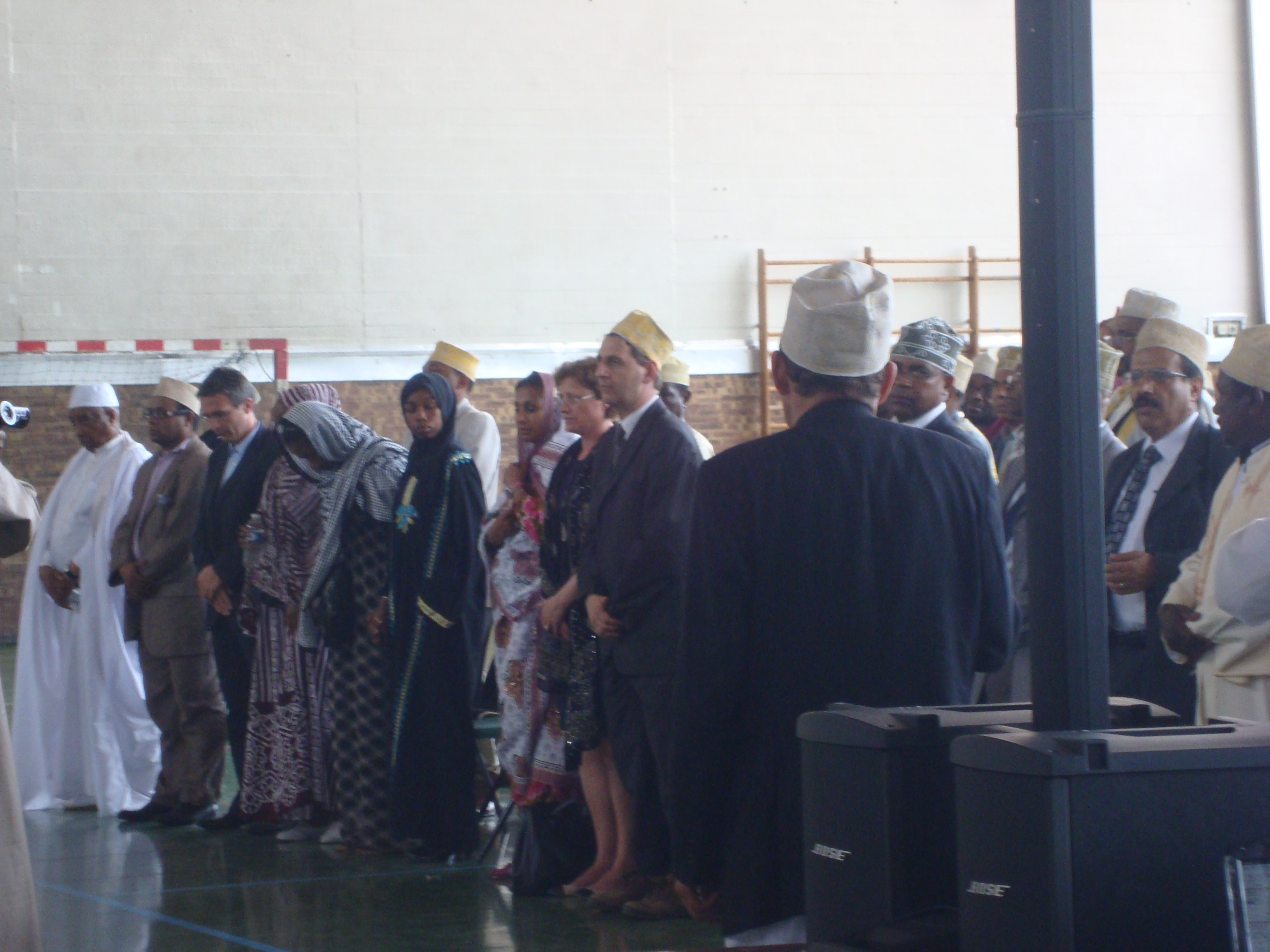
Hommage à Paris, un an après le crash. Au centre, en noir, la rescapée Bahia Bakari.

Le 3 juillet, le président des Comores Ahmed Abdallah Sambi a décrété un deuil national de 30 jours en hommage aux victimes.
Yemenia a proposé le 9 juillet deux vols gratuits pour Moroni aux familles des victimes, ces vols étant effectués par une autre compagnie et ne faisant pas escale au Yémen.

### Hommages
Le 2 juillet, le président de la République  assiste à une cérémonie religieuse à la Mosquée de Paris. Quelques jours plus tard, le Premier Ministre se rend aux Comores.
Le 19 septembre 2009, une minute de silence et d'autres manifestations de solidarité sont organisées au début d'un match de football de l'équipe de Marseille, ville où avaient embarqué plusieurs victimes. Le 27 juin 2010 une cérémonie est organisée à Paris en présence de 500 personnes, dont Bahia Bakari.
En 2011, le chanteur Soprano fait référence à l'accident dans sa chanson Hiro. En juin 2011, l'écrivain franco-comorien Salim Hatubou publie L'avion de maman a craché (Hommage littéraire aux victimes du crash du 30 juin 2009) aux éditions Cœlacanthe qui regroupe huit récits racontés par des enfants sur cette tragédie, dont le texte Je voulais juste aller voir mon papy lu par l'auteur à Marseille lors de l'hommage rendu à Marseille par « Marseille Espérance » puis relu par le député Renaud Muselier à l'Assemblée nationale française avant de poser sa question au gouvernement.
En 2019, une cérémonie a lieu à Marseille dix ans après le crash, en présence de Bahia Bakari, unique survivante du crash.

### Suites du crash
Une réflexion est engagée en France et en Europe sur le fait que puissent être vendus des billets pour des séjours dont une partie est assurée par des vols qui seraient interdits au départ d'un pays européen. En réponse à une question du député socialiste Daniel Goldberg le 1er juillet 2009, le secrétaire d'État aux transports Dominique Bussereau a répondu : « Nous allons (…) nous battre avec les Européens au niveau mondial (…). L'organisation de l'aviation civile n'a pas de pouvoirs pour obliger un pays à faire telle ou telle modification [car] tous les États dans le monde, y compris les plus pauvres et les moins organisés, veulent garder leurs prérogatives régaliennes. C'est cette chaîne-là qui est inacceptable ». La France a demandé la création d'une liste noire mondiale des compagnies aériennes qui présentent des risques. Cependant, l'OACI a émis des réserves sur un tel projet.
Les enquêteurs français du BEA ont adressé en juillet 2011 une lettre à leurs homologues des Comores leur demandant de conduire l'enquête dans « le respect des dispositions internationales » regrettant qu'« aucune mesure » pour améliorer la sécurité n'ait été prise deux ans après l'accident. Le directeur du BEA fait référence à un rapport d'étape, publié par les Comoriens en juin 2011, resté non publié et s'étonne qu'un certain nombre de paramètres de vol et de « faits établis » soient omis de ce document. Quelques semaines plus tôt, le ministère français des Transports avait déploré le manque de coopération des enquêteurs comoriens avec leurs homologues français, puis peu après les autorités françaises ont dénoncé de « graves entorses » aux règles de l'OACI de la part des autorités comoriennes. Les autorités yéménites, associées aux Comores pour la direction de l'enquête exigent la lecture de enregistreurs des conversations du cockpit voice recorder dans un laboratoire autre que celui du BEA, qui n'a pas pu les exploiter. Ces mémoires ont alors été transmises à un laboratoire américain mais ce dernier n'a pu lire qu'une des deux mémoires. Or le Yémen exige que soit extraite la dernière mémoire avant de tirer les conclusions de l'enquête, bien que l'erreur de pilotage ne semble guère faire de doute. « À ce jour, il n'a pas été possible de trouver un laboratoire pour le faire », indique la présidence des Comores dans une lettre adressée à Daniel Goldberg qui déplore que « Pour le moins, le Yémen ne fait pas preuve d'une entière bonne volonté afin qu'on obtienne le résultat de l'enquête. »
Le rapport de la commission d'enquête est finalement rendu public fin juin 2013 lors de la visite officielle du président de l'union des Comores Ikililou Dhoinine au président de la République François Hollande. Selon ce rapport, issu d'une lecture des enregistreurs par les enquêteurs français puis, à la demande des Comores, américains, l’accident est dû « à des actions inadaptées de l’équipage sur les commandes du vol ayant amené l’avion dans une situation de décrochage qui n’a pas été récupérée »,.
Le 3 août 2013, l’Airbus 330-200 immatriculé 70-Adp du vol IY629 de la compagnie Yemenia est immobilisé par les autorités comoriennes après la découverte d'une fuite de carburant sur l'appareil au moment de l'atterrissage.

## Jugements et accords
Le 15 avril 2013, la compagnie aérienne est mise en examen par le tribunal de Bobigny pour homicides involontaires. En décembre 2014, le tribunal de Bobigny condamne Yemenia à verser 1,2 million d'euros à trois familles de victimes du crash. En février 2015, le tribunal de grande instance d'Aix-en-Provence condamne Yemenia à verser 30 millions d'euros aux familles des victimes.
Un jugement du tribunal de première instance des Comores condamne le 9 décembre 2014 la compagnie aérienne à indemniser 168 proches des victimes. Toutefois, en février 2016, des familles de victimes dénoncent le fait qu'il ne soit toujours ni signé, ni disponible pour être mis à exécution.
En janvier 2018, il est annoncé qu'un accord au contenu confidentiel avait été trouvé avec la compagnie pour que 850 ayants droit des 152 victimes françaises et comoriennes soient indemnisés. Les avocats espèrent aussi que l'amélioration des relations franco-comoriennes permettra une reprise des actes d'instruction du dossier judiciaire par le tribunal de Bobigny.
Le procès s'ouvre devant le tribunal correctionnel de Paris le 9 mai 2022, treize ans après les faits. Le 14 septembre 2022, Yemenia Airways est jugée coupable d'homicide et blessures involontaires, en raison de deux imprudences : le maintien des vols de nuit malgré le dysfonctionnement de certains feux de l’aéroport de Moroni, et l’affectation du copilote de ce vol malgré des « fragilités » dans sa formation. En conséquence, la compagnie est condamnée à une amende de 225 000 euros, ainsi qu'au versement de plus d'un million d’euros à deux associations (l’association des familles de victimes de la catastrophe et la Fédération nationale des victimes d’attentats et d’accidents collectifs) pour dédommager le préjudice moral et les frais de justice et d'accompagnement des proches des victimes. L'avocat de la compagnie fait appel de cette décision, mais la cour d’appel de Paris ne trouve « aucune circonstance atténuante » et confirme la condamnation le 10 septembre 2024, en y ajoutant une peine complémentaire d’affichage de la décision pendant deux mois dans les locaux de l’aéroport de Roissy et de Marseille. Les avocats de la compagnie n'ont pas souhaité s'exprimer devant les médias sur un éventuel pourvoi en cassation.